# إيفيكا ميلوتينوفيتش
إيفيكا ميلوتينوفيتش هو لاعب كرة قدم صربي في مركز الدفاع، ولد في 20 أكتوبر 1983 في ميتروفيتسا في صربيا. لعب مع FK Radnički Obrenovac ‏.

## وصلات خارجية
- إيفيكا ميلوتينوفيتش على موقع قاعدة بيانات كرة القدم.إي يو (الإنجليزية)
- إيفيكا ميلوتينوفيتش على موقع Soccerway.com (الإنجليزية)